# 2012 في باكستان
فيما يلي قوائم الأحداث التي وقعت خلال عام 2012 في باكستان.

## أحداث
- 20 أبريل – بوهجا للطيران الرحلة 213

## سياسة

### انتهاء فترة المنصب
- 19 مارس – أحمد شجاع باشا Director-General of Inter-Services Intelligence [الإنجليزية]‏.

## وفيات

### يناير
- 14 يناير – ارفع كريم رندھاوا (مواليد 1995) عالِمة حاسوب باكستانية.

### يونيو
- 18 يونيو – غزالة جاويد (مواليد 1988)

### أكتوبر
- 21 أكتوبر – ياش تشوبرا (مواليد 1932)

### نوفمبر
- 21 نوفمبر – أجمل قصاب (مواليد 1987) مجرم باكستاني.